# Sibutad
Sibutad là một đô thị cấp bốn ở tỉnhZamboanga del Norte, Philippines. Theo điều tra dân số năm 2000, đô thị này có dân số 15.635 người trong 3.444 hộ.

## Các đơn vị hành chính
Sibutad, về mặt hành chính, được chia thành 16 khu phố (barangay).
| - Bagacay - Calilic - Calube - Delapa - Kanim - Libay - Magsaysay - Marapong | - Minlasag - Oyan - Panganuran - Poblacion (Sibutad) - Sawang - Sibuloc - Sinipay - Sipaloc |